# ダルゴワール
ダルゴワール （Dargoire）は、フランス、オーヴェルニュ＝ローヌ＝アルプ地域圏、ロワール県のコミューン。

## 地理

2015年のリヴ＝ド＝ジエ小郡の地図。ローヌ県に向けて突き出ている部分がダルゴワールとタルタラ

ダルゴワールはサンテティエンヌ・メトロポール自治体間連合の最も東に位置している。ダルゴワールはサンテティエンヌとリヨンの中間に位置している。同じロワール県で境界を接しているコミューンは南側のタルタラ以外なく、ローヌ県に周りを取り囲まれている。

## 歴史
最も古いものとして知られる歴史的事実は、ダルゴワール領主ゴデマール・シャルピネルが1096年に十字軍に参加したことである。

## 人口統計
| 1962年 | 1968年 | 1975年 | 1982年 | 1990年 | 1999年 | 2006年 | 2014年 |
| ------ | ------ | ------ | ------ | ------ | ------ | ------ | ------ |
| 108    | 111    | 159    | 289    | 428    | 409    | 418    | 490    |

参照元:1962年から1999年までは複数コミューンに住所登録をする者の重複分を除いたもの。それ以降は当該コミューンの人口統計によるもの。1999年までEHESS/Cassini、2006年以降INSEE。